# S・M・L☆
「S・M・L☆」（エス・エム・エル）は、アフィリア・サーガの楽曲。同グループ11枚目のシングルとして2013年11月13日に5pb.Records から発売された。

## 概要
TVアニメ『俺の脳内選択肢が、学園ラブコメを全力で邪魔している』のOPで使用された楽曲。
前作「ネプテューヌ☆サガして」から3ヶ月ぶりのリリースとなる2013年2作目のシングル。
シングルはDVD付盤（YZPB-5020）、のうコメコラボ盤(YZPB-5032)、通常盤（YZPB-5033）、メンバー11名毎のソロ盤(YZPB-5021〜5031)の全14種で発売された。
のうコメコラボ盤のディスクジャケットにはアフィリア魔法学院の制服を纏ったショコラ、雪平ふらの、遊王子謳歌のイラストが描かれている。

## チャート成績
2013年11月25日付オリコンウィークリーチャートでは、2.9万枚を売り上げ、自己最高順位となる4位を獲得した。。

## 収録曲

### DVD付盤
1. S・M・L☆ [4:50]
作詞 - 桃井はるこ / 作曲 - 濱田幹浩 / 編曲 - MACARONI☆
テレビアニメ「俺の脳内選択肢が、学園ラブコメを全力で邪魔している」オープニングテーマ
曲名は「Sweet Melty Love」の略となっている。[3]
2. ミライボタン [3:44]
作詞 - 林達也 / 作曲 - 濱田幹浩 / 編曲 - 河合英嗣
PS Vita用ソフト「超次次元ゲイム ネプテューヌRe;Birth1」エンディングテーマ
3. S・M・L☆(off Vocal)
4. ミライボタン(off Vocal)

DVD
1. S・M・L☆ Music Clip
2. S・M・L☆ Music Clip(Another ver)
3. 特典映像A

### のうコメコラボ盤
1. S・M・L☆
2. ミライボタン
3. S・M・L☆(off Vocal)
4. ミライボタン(off Vocal)
5. S・M・L☆(TV size ver)

DVD
1. S・M・L☆ Music Clip
2. 特典映像B

### 通常版
1. S・M・L☆
2. ミライボタン
3. S・M・L☆(off Vocal)
4. ミライボタン(off Vocal)

### ソロ盤
1. S・M・L☆
2. S・M・L☆(メンバー feat.Ver)
3. ミライボタン